# Va'aiga Tuigamala
Va'aiga Lealuga Tuigamala, detto Inga (Faleasiu, 4 settembre 1969 – Auckland, 24 febbraio 2022), è stato un rugbista a 13 e a 15 samoano, internazionale a XIII e a XV per Samoa (per cui disputò la Coppa del Mondo di entrambe le discipline) a XV per la Nuova Zelanda. Dalla fine della sua attività ha lavorato come promoter e procuratore sportivo.

## Biografia
Nativo di Samoa, Tuigamala crebbe in Nuova Zelanda fin dall'età di quattro anni; nel 1976 entrò nelle giovanili del Ponsonby, formazione di Auckland, che fu anche il club nel quale militò per tutta la prima parte di carriera nel rugby a 15; rappresentò la provincia di Auckland nel campionato nazionale, e nel 1991 esordì negli All Blacks nel corso della Coppa del Mondo di rugby 1991 a Gloucester contro gli Stati Uniti.
In tale competizione si aggiudicò il terzo posto finale.
A titolo statistico, a Tuigamala è accreditata la prima meta internazionale avente valore di 5 punti, marcata il 4 luglio 1992 contro l'Australia in occasione della Bledisloe Cup di quell'anno.
Nel 1994 decise di passare professionista e si trasferì in Inghilterra ai Wigan Warriors, una delle più famose e vincenti formazioni di rugby a 13 del Regno Unito e del mondo; con tale squadra vinse, in tre stagioni, altrettanti campionati britannici, due Challenge Cup e una World Club Challenge, e rappresentò Samoa nella Coppa del Mondo a XIII del 1995.
Nel 1996 tornò al rugby a 15 e rimase in Inghilterra, ingaggiato dai London Wasps, con cui vinse subito il titolo nazionale; nel 1997, dopo solo un anno a Londra, fu ingaggiato dal Newcastle Falcons con un contratto quinquennale dal valore complessivo di più di un milione di sterline.
Fu il primo contratto milionario nel rugby a 15 britannico, giunto a solo 18 mesi dell'ingresso del professionismo nella disciplina; solo vent'anni prima, nel 1977, il calcio inglese aveva visto il suo primo ingaggio milionario, quello di Trevor Francis al Nottingham Forest, ma in Inghilterra tale disciplina era, all'epoca, professionistica da 94 anni.
Anche a Newcastle Tuigamala vinse il titolo alla sua prima stagione.
Nel 2002 Tuigamala si ritirò dalle competizioni e fondò un'impresa di pompe funebri, oltre che divenire manager e promoter di suo cugino David Tua, pugile già bronzo olimpico a Barcellona nel 1992 da dilettante.
Dopo un rovescio societario (il fallimento della stessa impresa funebre per insolvenze ammontanti a circa 100 000 dollari neozelandesi) dovuto a mancati pagamenti dovutigli dai congiunti superstiti, e la chiusura di una palestra - centro fitness, inaugurò una nuova agenzia funebre.
Per le sue attività sociali e i suoi meriti sportivi Tuigamala fu, dal 2008, membro dell'Ordine al merito della Nuova Zelanda.
Nel 2009 diede alle stampe la sua autobiografia, Inga : My Story (Penguin Books NZ).
Tuigmala è morto nel 2022 a causa di una grave forma di diabete mellito di tipo 2. Era anche affetto da gotta.

## Palmarès

### Rugby a 13
- Rugby Football League Championship: 3
Wigan: 1993–94, 1994–95, 1995–96.
- Challenge Cup: 2
Wigan: 1993–94, 1994–95
- World Club Challenge: 1
Wigan: 1994

### Rugby a 15
- Premiership: 2
London Wasps: 1996-97
Newcastle: 1997-98
- Coppe Anglo-Gallesi: 1
Newcastle: 2000-01